# 瓦纳里
瓦纳里（法語：Ouanary，法語發音：[wanaʁi]）是法国海外省法属圭亚那的一个市镇，属于圣乔治区。

## 地理
瓦纳里（4°12'33"N, 51°40'18"W）面积1,080 平方千米平方千米，位于法国海外省法属圭亚那。
与瓦纳里接壤的市镇（或旧市镇、城区）包括：雷日纳、聖喬治。
瓦纳里的时区为UTC−03:00。

## 行政
瓦纳里的邮政编码为97380，INSEE市镇编码为97314。

## 政治
瓦纳里的现任市长为纳西斯·罗泽（Narcisse Rozé）先生，任期为2020-2026年。

## 人口

1962-2008年间瓦纳里人口变化图示

瓦纳里于2022年1月1日时的人口数量为200人。